# Otterville (Illinois)
Otterville je gradић u američkoj saveznoj državi Ilinois. Prema popisu stanovništva iz 2010. u njemu je živjelo 126 stanovnika.